# Paul Kollegger
Paul Kollegger, né le 21 novembre 1872 à Vaz/Obervaz, et mort le 27 mars 1927 dans la même ville, est un clarinettiste Yéniche suisse, originaire du canton des Grisons. Il a été le fondateur de la dynastie musicale des Kollegger et est considéré dans son pays comme l'un des précurseurs de la musique folklorique des Grisons.